# Municipio de Brown (condado de Ripley)
El municipio de Brown (en inglés: Brown Township) es un municipio ubicado en el condado de Ripley en el estado estadounidense de Indiana. En el año 2010 tenía una población de 1597 habitantes y una densidad poblacional de 11,49 personas por km².

## Geografía
El municipio de Brown se encuentra ubicado en las coordenadas 38°57′39″N 85°13′15″O / 38.96083, -85.22083. Según la Oficina del Censo de los Estados Unidos, el municipio tiene una superficie total de 139 km², de la cual 138,69 km² corresponden a tierra firme y (0,22 %) 0,31 km² es agua.

## Demografía
Según el censo de 2010, había 1597 personas residiendo en el municipio de Brown. La densidad de población era de 11,49 hab./km². De los 1597 habitantes, el municipio de Brown estaba compuesto por el 97,81 % blancos, el 0,56 % eran amerindios, el 0,44 % eran asiáticos, el 0,06 % eran de otras razas y el 1,13 % eran de una mezcla de razas. Del total de la población el 0,63 % eran hispanos o latinos de cualquier raza.